# Дерев'янки (Золочівський район)
Дерев'янки́ — село в Україні, у Золочівському районі Львівської області. Населення становить 24 особи. Орган місцевого самоврядування — Золочівська міська рада.